# Бизиньяно
Бизиньяно (итал. Bisignano) — город в Италии, располагается в регионе Калабрия, подчиняется административному центру Козенца.
Население составляет 10 840 человек (на 2004 г.), плотность населения составляет 128 чел./км². Занимает площадь 85 км². Почтовый индекс — 87043. Телефонный код — 0984.